# Матвеева, Наталья Васильевна
Ната́лья Васи́льевна Матве́ева (род. 13 марта 1961, Штендаль, ГДР) — советский и российский историк, кандидат исторических наук (1994), доцент (2003).

## Биография
- 1984 — окончила ТГУ им. В. И. Ленина,
- 1984—1990 — ст. лаборант кафедры истории КПСС и политэкономии ТГИИ им. М. Турсунзаде,
- 1990—1992 — аспирант ТГУ им. В. И. Ленина,
- 1992—1996 — зав. библиотечным сектором МИ с ВЦ АН РТ,
- 1999—2001 — ст. преподаватель, доцент кафедры истории и междунар. отношений Российско-таджикского (славянского) университета,
- 2001—2003 — и. о. зав. кафедры истории и междунар. отношений Российско-таджикского (славянского) университета,
- 2003—2005 — и. о. зав. кафедры отечественной истории Российско-таджикского (славянского) университета
- С 2005 доцент кафедры отечественной истории Российско-таджикского (славянского) университета[1].

## Научная и творческая деятельность
Автор более 40 научных статей по проблемам русско-бухарских отношений периода протектората, гендерным исследованиям, актуальным проблемам внешней политики России в Центральной Азии и на Среднем Востоке. Участник междунар. конференций:
- «Генезис становления и перспективы развития славянской культуры и рус. яз.» (Душанбе, 1998);
- «А. С. Пушкин и Восток» (Душанбе, 1999);
- «Перспективы религиозной безопасности в геополитическом комплексе Центральной Азии» (Душанбе, 2003);
- «Безопасность в Центральноазиатском регионе: опыт и 150 практика в решении этнополитических конфликтов» (Душанбе, 2004);
- «Средний Восток в системе геополитических координат: прошлое, настоящее, будущее» (Душанбе, 2005);
- «Великая Отечественная война: уроки истории и современность» (Душанбе, 2005);
- «Цивилизационный фактор на Среднем Востоке: опыт исторического взаимодействия» (Душанбе, 2006).

## Основные публикации
- Индия и Центральная Азия как движущие силы англо-русского соперничества на Среднем Востоке // Материалы междунар. науч. конф. «Средний Восток в системе геополитических координат: прошлое, настоящее, будущее». — Душанбе, 2005;
- Россия в фокусе взаимодействия православной и исламской цивилизаций // Материалы междунар. науч. конф. «Цивилизационный фактор на Среднем Востоке: опыт исторического взаимодействия». — Душанбе, 2007;
- Исторический опыт политики Российской империи по отношению к Средней Азии // Материалы научно-прак. конф. «Проблемы регионального славяноведения». — Душанбе, 2009.

## Награды
- Отличник образования РТ (2006 г.),
- медаль "20 лет независимости РТ" (2011 г.)